# 糸曽賢志
糸曽 賢志（いとそ けんじ、1978年5月30日 - ）は、広島県広島市出身の映画監督、経営者、投資家。
大阪成蹊大学芸術学部長・教授、早稲田大学招聘研究員。

## 人物
東京造形大学卒業。早稲田大学大学院 修士課程修了。慶應義塾大学大学院 博士課程単位取得後自主退学。
大学在学中から商業アニメーション制作に参加。同時期に読切漫画を多数執筆し少年ジャンプの新人賞にて評価される。1998年にスタジオジブリが公募した東小金井村塾に合格し、アニメ監督の宮崎駿に師事。この面接試験時に宮崎駿と交わされた「トトロは肉食」エピソードが話題となり、TVのクイズ番組にて出題されたほか、再現ドラマVTRが全国放映された。
「遊☆戯☆王オフィシャルカードゲーム」「機動戦艦ナデシコ -The prince of darkness-」等の作品に参加後、渡米を機に活動の幅を広げる。2006年に大林宣彦のプロデュースをうけ「セイキロスさんとわたし」で初監督。2007年には東京都からの支援によりオリジナルアニメ「コルボッコロ」を企画。ほぼ個人作業として約30分の映像を完成させ、石原慎太郎元都知事、小池百合子元環境大臣より表彰を授与された。
アニメプロデューサーの丸山正雄からの誘いで今敏監督の長編アニメーション「夢みる機械」に演出として参加後、2012年にSMAP全国ツアーで上映する映像を監督したほか、駐日フィンランド大使館の公式キャラクター「フィンたん」をデザインし、 ユルキ・カタイネン元首相と面会した。また2013年にはキューバの公式キャラクターをデザインし、同キャラクターは2013 ワールド・ベースボール・クラシック・キューバ代表の応援キャラクターとしても起用された。
研究者としての一面も持ち、32歳で大阪成蹊大学芸術学部の教授に就任し、39歳で同大学の学科長、41歳で芸術学部長に就任。YOASOBIのミュージックビデオをディレクションした際には、希望学生たちを制作に参加させ、メンターをつけながらアニメ制作を実践的に学べる状況を作り話題となった。
クラウドファンディングを活用したオリジナル作品製作に造詣が深く、「Kickstarter」にて4度の資金調達に成功、2019年にはSony Bank GATE、Makuakeにて資金調達に成功しており、クラウドファンディング累計調達金額は約8.5億円に上る。メインメンバーとして参加した「シェンムーⅢ」では、募集開始8時間半で約2億4000万円以上の資金を集め、最も速く資金を集めたゲームとしてギネス世界記録へ登録された。
SONYのスマートフォン「Xperia」のテレビCMへ出演し、自身で監督・編集するなど、多くの役職を担うことが多い。オリジナルアニメ「サンタ・カンパニー」では全額自己出資して作品制作を行い、商品展開・配給業務といった資金回収のプロデュースも担当。同作品は自主制作にもかかわらず著名スタッフやキャストが集結したこと、アニメ素材を教材化して教育機関に販売する手法で、公開前に製作費を全額回収したことでも話題となった。同作品は2019年に長尺化され全国の映画館で公開、2021年にはスピンオフ作品が制作されて全世界配信となり、これら作品も自己資金を投資し著作権を自身で保有して教材へ二次利用する座組を形成している。
TVアニメ「炎炎ノ消防隊 弐ノ章」にて、アニメとして鑑賞した世界をそのまま体験できる作品企画を提案。ゲームエンジンUnreal Engine4を活用しアニメを制作しながら、同素材をそのままの世界観でゲーム化し無料配信。作品ブランディングにも寄与する例を見ないその制作手法にも注目があつまり、CGWORLDに掲載されたメイキング記事は人気1位を獲得した。
監督作品は「カンヌ国際映画祭」にて紹介されたほか、経済産業省主催「CMTアワード」大賞・国際賞、「東京国際アニメフェア」主催「東京アニメアワード2008」企業賞、「ゆうばり国際ファンタスティック映画祭」北海道知事賞、「KINOTAYO映画祭（フランス-パリ）」招待上映、「JAPAN FILM FESTIVAL（アメリカ-ロサンゼルス）」招待上映、「東京国際映画祭」招待上映等、国内外の映画祭で評価を受けており、2006年度文化庁新進芸術家に認定されている。

## 主な作品

### 実写映画
- セイキロスさんとわたし（監督、2006年）
- 薔薇は13で待て／探偵事務所5シリーズ（監督・脚本・アニメーション・編集、2007年）
- ICHI（企画時イメージボード、2008年）
- 幼獣マメシバ（劇中アニメーション監督、2009年）
- この空の花 長岡花火物語（劇中アニメーション、2012年）
- らくごえいが（劇中アニメーション、2013年）
- 進撃の巨人 ATTACK ON TITAN（オープニングプロデューサー、2015年）
- 進撃の巨人 ATTACK ON TITAN エンド オブ ザ ワールド（オープニングプロデューサー、2015年）
- 未成仏百物語〜AKB48 異界への灯火寺〜（総監督、2021年）
- マスカレード・ナイト（劇中アニメーション・エンディングプロデューサー、2021年）
- ラジエーションハウス（絵画プロデュース、2022年）

### アニメ映画
- 機動戦艦ナデシコ -The prince of darkness-（CG、1998年）
- 夢みる機械（演出、時期未定）
- サンタ・カンパニー（総監督・プロデューサー・脚本・原案・企画、2014年）
- コルボッコロ（監督・脚本・原作・アニメ制作、2019年）
- サンタ・カンパニー ～クリスマスの秘密～（監督・脚本・原作、2019年）
- サンタ・カンパニー ～真夏のメリークリスマス～（監督・脚本・原作、2021年）
- マクロスΔ 絶対LIVE!!!!!!（演出、2021年）

### アニメーション
- 鉄拳3（アニメパート・CG、1998年）
- サクラ大戦2（アニメパート・CG、1998年）
- サンパギータ（アニメパート・CG、1998年）
- エースコンバット3 エレクトロスフィア（アニメパート・CG、1999年）
- コルボッコロ -パイロット版-（監督・脚本・原作・企画・アニメ制作、2007年）
- トランスフォーマー アニメイテッド（絵コンテ・エピソード監督、2007年）
- メイプルストーリー（演出、2008年）
- ことなかれヒーロー じんじゃーまん（監督・プロデューサー、2009年）
- スティッチ! 〜ずっと最高のトモダチ〜（サブタイトルバック、2010年）
- フィンたん ～フィンランド独立100周年記念作品～（総監督・プロデューサー・キャラクターデザイン、2017年）
- フルーツバスケット 2nd season（エンディングディレクター・絵コンテ、2020年）
- 炎炎ノ消防隊 弐ノ章（エンディング1ディレクター、2020年）
- 炎炎ノ消防隊 弐ノ章（エンディング2ディレクター、2020年）
- スペアイ SPACE IDOL（監督、2023年）
- ライアンズ・ワールド Ninja Adventures Animation（監督、絵コンテ、2023年）
- ライアンズ・ワールド Ryan's Rescue Squad Saves Robot City From FIRE（音楽プロデューサー、2024年）
- 想星のアクエリオン Myth of Emotions（監督、絵コンテ、演出、総作画監督補佐、作画監督、編集、2025年）[10]

### ミュージックビデオ
- dorlis×SOFFet／「ワクワク♥ぬけがけ大作戦」（監督、2007年）
- 坂詰美紗子／「恋の誕生日」（アニメーション監督、2008年）
- dorlis／「水平線と夕焼けと片想い」（監督、2008年）
- 「おいらクロッチ、のら猫だいっ!」（監督、2008年）
- 小出由華＆阪本麻美（YUKA∞MAMI）／「CANDY BOX」（監督、2008年）
- dorlis×土岐麻子／「Room 305」（監督、2010年）
- Skoop On Somebody／「秋恋（アキウタ ep.）／出演－安田顕」（監督、2010年）
- Skoop On Somebody／「どんなに離れても（ユキウタ ep.）／出演－はるな愛」（企画・監修、2010年）
- 折笠富美子／「わたしの すきなもの（こどもちゃれんじベストヒット）」（アニメーション、2011年）
- Skoop On Somebody／「遠くても 遠くても」（監督、2011年）
- 近藤夏子／「ぢんぢん Jingle Bells」（監督、2011年）
- 藤田麻衣子／「ねぇ」（演出、2012年）
- CASCADE／「優しいサギ師の寝言のように／出演－岡本夏生」（監督、2012年）
- SMAP／「CRAZY FIVE（GIFT of SMAP CONCERT'2012）」（監督、2012年）
- Well Stone bros.／「OVERCOME／出演－岡田幸文」（監督、2014年）
- 吉田沙保里×Well Stone bros.／「目を覚ませ／出演－吉田沙保里」（監督、2015年）
- Rush×300／「Forever blue」（監督、2019年）
- YOASOBI／「好きだ」（アニメーションディレクター、2022年）

### TVドラマ
- 幼獣マメシバ（劇中アニメ監督、2009年）
- アザミ嬢のララバイ／（アニメーション監修・CG、2010年）

### CM
- くずはモール「GWハッピープライス編」（監督・編集、infoCM、2010年）
- Xperia「NEW COLLECTION編」（企画・演出、infoCM、2013年）
- Xperia「XperiaTM Tablet Z eXpressキャンペーン編」（演出、infoCM、2013年）
- スター・トレック イントゥ・ダークネス「TBSコラボ編」（監督・編集、infoCM、2013年）
- Xperia「XperiaTM XZ ムービー編」（監督・編集、infoCM、2016年）
- Xperia「XperiaTM XZ ランナー編」（監督・編集、infoCM、2016年）
- けん玉世界選手権「CATCH&FLOW」（監督・編集、infoCM、2016年）
- Xperia「XperiaTM XZ カバーストア編」（監督・編集、infoCM、2017年）
- Xperia「XperiaTM XZ ミュージック編」（監督・編集、infoCM、2017年）
- Xperia「XperiaTM XZs スーパースロー編」（監督・編集、infoCM、2017年）
- Xperia「XperiaTM XZs カバー編」（監督・編集、infoCM、2017年）

### ゲーム
- 遊☆戯☆王オフィシャルカードゲーム（カードイラスト）
- テニスの王子様 トレーディングカードゲーム（カードイラスト）
- キャプテン翼 栄光の軌跡（カードイラスト、2002年）
- RAVE（カードイラスト）
- 神の記述（カードイラスト）
- ヒカルの碁 平安幻想異聞録（グラフィック、2002年）
- シェンムーIII（映像監督、2015年）
- 炎炎ノ消防隊 焰道の決戦（プランナー、ディレクター、2020年）
- ウインドボーイズ（アニメーションディレクター、2021年）
- マーダーミステリーパラドクス このひと夏の十五年（グラフィックディレクター、2023年）

### キャラクターデザイン
- 駐日フィンランド大使館公式キャラクター「フィンたん」（2012年）
- 2013 ワールド・ベースボール・クラシック・キューバ代表応援キャラクター「アルミキィ」（2013年）

### 著書（共著も含む）
- サンタ・カンパニー プレゼント大作戦!（原案、ポプラ社、2012年）
- Adobe After Effects CC/CS6 スーパーテクニック（共著、ソーテック社、2014年）
- アニメに学ぶ 魅力的なキャラクターと動きの描き方（単著、マイナビ、2014年）
- キャラクターデザイン・アニメーションカリキュラム（単著、KENJI STUDIO、2018年）

### 漫画
- TWINS（短編作品、1995年）
- ちょ異とそこのオニーさん（短編作品、1996年）
- すぺーすカンケリ（短編作品、1997年）
- ある日、どこかで。（短編作品、1998年）
- はっぴーえんど（短編作品、1999年）
- VERSUS（短編作品、1999年）
- スラプスティックス（短編作品、2000年）
- 軍事生物ナガレ様！（短編作品、2001年）
- サンタ・カンパニー（短編作品、2002年）
- フェニックス異聞（短編作品、2003年）
- サンタ・カンパニー（連載作品、2019年 - 2021年、LINEコミックス）

### 作詞
- ChouCho
  - 「君へ贈る魔法」（2014年）
- 茅原実里
  - 「キラキラ輝く、世界の時間」（2019年）
  - 「Santa Company The Musical」（2019年）
- AKINO from bless4
  - 「告白」（2025年）※菅野よう子との共作

### その他
- HOKUSAI〜北斎の宇宙〜（プラネタリウム、絵コンテ、2007年）
- TOPGUN AWARD 2012（イベント上映用映像、監督、2012年）
- 我武者羅應援團・第八回華の大演舞会（イベント上映用映像、監督、2012年）
- 鈴木明子公式ロゴ（デザイン、2014年）
- フィンランド独立100周年記念ロゴ（デザイン、2017年）
- フィンランド国交100周年記念LINEスタンプ（デザイン、2018年）

## 出演

### テレビ
- つながるテレビ＠ヒューマン（NHK）
- ワールドビジネスサテライト（テレビ東京）
- SHORT de アニメ魂（MXテレビ他）
- imagine-nation（NHK）
- オビラジR（TBS）
- 情報7days ニュースキャスター（TBS）
- ZIP!（日本テレビ）
- 報道ランナー（関西テレビ）
- 祈りの夏（NHK）
- ミント！（毎日放送）
- ひるおび（TBS）
- ズームイン!!サタデー（日本テレビ）
- めざましどようび（フジテレビ）
- Live News days（フジテレビ）
- めざましテレビ（フジテレビ）
- news zero（日本テレビ）
- THEグレートアンサー（毎日放送）

### CM
- Xperia「XperiaTM XZ ムービー編」（infoCM）

### ラジオ
- シネマストリート（かわさきFMラジオ）
- 糸曽賢志のファンタジーユニバ！（文化放送 超!A&G+、2019年10月1日 - 2021年3月23日）

### アニメ
- サンタ・カンパニー ～クリスマスの秘密～（サンタクロース）
- サンタ・カンパニー ～真夏のメリークリスマス～（リーダー天使）
- スペアイ SPACE IDOL（ライブスタッフ）
- 想星のアクエリオン Myth of Emotions（生徒、宇宙たまごの会メンバー）